# Palarus
Palarus ist eine Gattung der Grabwespen (Spheciformes) aus der Familie Crabronidae. Weltweit sind 34 Arten und Unterarten bekannt, die in Afrika, Südeuropa, dem südlichen Asien bis China und Korea verbreitet sind. In Europa kommen drei Arten vor, eine Art, Palarus variegatus, kommt auch in Mitteleuropa vor.

## Merkmale
Die Palarus-Arten haben einen kräftigen, gedrungenen Körperbau und tragen am Hinterleib gelbe Flecken oder Binden. Sie sehen damit den Arten der Philanthinae ähnlich. Sie haben auch einige Merkmale mit den Larrinae gemeinsam, zu denen sie von einigen Autoren früher gestellt wurden. Dazu gehören die außen eingebuchtete Mandibeln, die ein bis zwei Zähnchen besitzen, und die an der Stirn nahe beieinander stehenden Komplexaugen. Ihre hinteren Punktaugen (Ocelli) sind deformiert wie bei den Larrinae und Nyssoninae. Einzigartige Merkmale sind hingegen die Dreiteilung der Stirnplatte (Clypeus) und die dreieckige, kurz gestielte mittlere Submarginalzelle der Vorderflügel. Das Hinterleibsende ist bei den Weibchen stachelförmig, bei den Männchen gabelförmig ausgezogen.

## Lebensweise
Unterschiede zu anderen Gruppen der Crabronidae liegen in der Brutfürsorge. Palarus-Arten legen ihre Nester häufig in großen Gemeinschaften an. Die einzelligen Nester werden im Erdboden gegraben. Die Zelle liegt an einem über 30 Zentimeter langen Gang, der aber nur wenige Zentimeter unterhalb der Oberfläche verläuft. Die Brut wird mit verschiedenen Hautflüglern versorgt, die einzelnen Arten sind offenbar nicht auf eine bestimmte Beute spezialisiert. Die Beutetiere werden im Flug transportiert und sofort ins Nest getragen. Ist der Eingang blockiert, wird er zunächst freigeschaufelt, dann wird das Nest kontrolliert. Das Weibchen kommt dann kopfvoran aus dem Nest und zieht seine abgelegte Beute in das Nest. Es werden bis zu 12 Tiere in das Nest eingetragen, die Eiablage erfolgt auf der Bauchseite des ersten Opfers. Der Kopf der Beutetiere wird meist mehrfach überdreht, warum dies geschieht, ist aber bisher unbekannt. Das Gift der Grabwespen ist verhältnismäßig stark. Es gibt Arten, die an Bienenvölkern Schäden verursachen können, wie etwa Palarus latifrons.

## Systematik
Palarus gehört zur Tribus Palarini innerhalb der Unterfamilie der Crabroninae.

## Arten (Europa)
Von den 31 Arten und 3 Unterarten weltweit sind nur drei Arten in Europa verbreitet:
- Palarus almeriensis Gayubo, Asis & Tormos 1992
- Palarus beaumonti Bytinski-Salz 1957
- Palarus variegatus (Fabricius 1781)

## Belege